# Високошляхетний (титул)

Геральдична корона німецького барона

Високошляхетний або Hochwohlgeboren (від лат. magnificus) - шляхетський титул, форма звертання та гоноратив, яким звертались до титулованої шляхти в німецькомовних країнах у XVIII - XIX ст.

## Застосування
Історично, з початку титул «Hoch- und Wohlgeboren» застосовувався лише до німецьких баронів (Freiherren та Baronen), за умови, що вони не походили від великої знаті.
Поступово форма звертання Високошляхетний стало загальним для представників решти нижчої знаті (лицарів і шляхти). З часів пізнього Середньовіччя до знатних буржуа, докторів права та інш. також стали зверталися Hochwohlgeboren, оскільки вони, згідно імператорського закону, мали ранг на рівні з лицарями. Цей титул пов'язувався з правом передавати нащадкам свій шляхетський герб та мати поміщицьке майно й вільно керувати своїми землями.
У XVII столітті князі стали титулуватись Durchlaucht (Ясновельможний) і цей титул став вищим ніж Високошляхетний. 
Пізніше з'явились титули Hochgeboren (Високородний) - форма звертання до членів титулованої німецької знаті, що займає місце трохи нижче суверенних та князівських династій; а також Erlaucht (Ясніший) - форма звертання до німецьких графів (Reichsgrafen), які є спадкоємцями суверенних правлячих родів Священної Римської імперії. Ці два титули були вищими ніж Високошляхетний, але нижчими ніж Ясновельможний.
На початку XIX століття набула поширення ще одна форма звертання Wohlgeboren (Ваша Шляхетність), що було рангом нижче від Hochwohlgeboren й стосувалось нетитулованої шляхти, а також стало традиційним звертанням до академічних професорів та інших цивільних високопосадовців й знатних буржуа. 
В офіційному листуванні форма звертання Високошляхетний могла замінюватись абревіатурою: 
- «S.H.» від «Seine Hochwohlgeboren» - Його Високошляхетність
- «I.H.» від «Ihre Hochwohlgeboren» - Її Високошляхетність
- «I.I.H.H.» - Його та Її Високошляхетність (при зверненні до подружньої пари).

У Швеції титул Högvälboren (Високошляхетний) застосовується при звернені до баронів і графів, а титул Välboren (Шляхетний) використовується для звернення до представників нетитулованої шляхти. 
У Нідерландах титул Hoogwelgeboren (Високошляхетний) використовується для звернення до барона, лицаря чи йонгера (Jonkheer). А титул Hooggeboren (Шляхетний) використовується для звернення до князів, маркграфів, графів або віконтів.
В Королівстві Угорщини існувала еквівалентна форма звертання «nagyságos», що буквально походить від латинського терміна «magnificus».